# Taxi Rider
Taxi Rider, conocido como The Taxi: Untenshu ha Kimida (THE タクシー 〜運転手は君だ〜?  lit. "The Taxi: You are the Driver"), es un videojuego para la PlayStation 2 desarrollado por Tamsoft. Fue publicado en Japón por D3 Publisher como el volumen 48 de la serie Simple 2000, y en Europa por 505 GameStreet.
Un port para PlayStation Portable fue lanzado en 2007 como Simple 2500 Series Portable!! Vol.9: The My Taxi.

## Jugabilidad
El concepto del juego es similar al de Crazy Taxi de Sega, en el que el jugador, como conductor de taxi, debe recoger a los clientes y entregarlos en su destino dentro de un límite de tiempo fijo. Sin embargo, la ejecución difiere del juego de Sega: en lugar de competir para ganar la mayor cantidad de dinero posible dentro de un límite de tiempo fijo, el jugador es empleado por Ogawara Gengorou, el jefe de una empresa de taxis local, y se le otorga una cuota que debe ganar antes. el turno termina, con el objetivo final de ganar un millón de yenes. Cada turno, que puede tener lugar por la mañana o por la tarde, constituye un "día" en el juego y la cuota aumenta cada día. Después de completar con éxito un turno, el jugador puede obtener bonificaciones, como mejoras en el manejo, la aceleración o la velocidad máxima del taxi, o el acceso a un área previamente restringida. Además, los clientes pueden presentar desafíos adicionales, como alcanzar el objetivo sin detenerse o con dirección transpuesta. Sin embargo, a diferencia de Crazy Taxi, el juego no presenta acrobacias ni saltos, con la excepción de los refuerzos de nitro que se pueden recolectar y usar; también es generalmente más lento, particularmente al principio del juego cuando el motor del taxi no se ha mejorado.

## Ambientación y estilo gráfico
El juego está ambientado en la ciudad ficticia de Nijiiro (literalmente "color arcoíris"), presumiblemente ubicada en algún lugar de Japón, con áreas adyacentes que incluyen Dream Hills (un área residencial), Coast Amusement Center y Dragon Peak. En lugar de optar por el enfoque semirrealista de Crazy Taxi, los autos y las personas en el juego se muestran en un estilo súper deformado similar a los juegos de Choro Q (algunos de los cuales también fueron desarrollados por Tamsoft).